# Tommaso Salvadori
Tommaso Salvadori (Porto San Giorgio, 30 september 1835 - Turijn, 9 oktober 1923) was een Italiaanse zoöloog die was gespecialiseerd in ornithologie. 
Salvadori werd geboren in Porto San Giorgio en was de zoon van graaf Luigi Salvadori en Ethel Welby. Hij was al op jonge leeftijd in vogels geïnteresseerd en publiceerde in 1862 een catalogus van de vogels van Sardinië. Later studeerde hij medicijnen in Pisa en Rome.

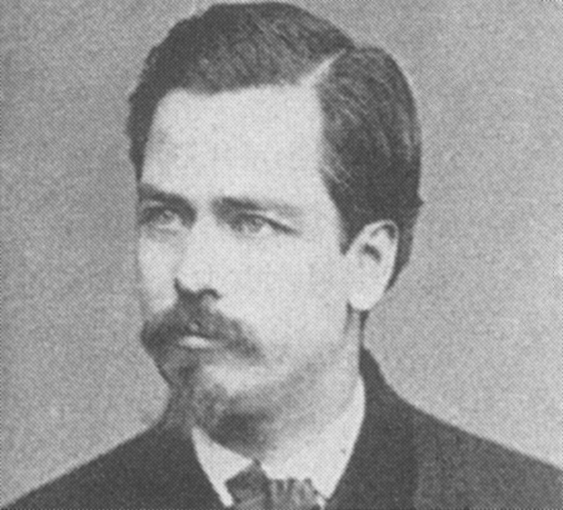
Tommaso Salvadori

Hij deed mee met Garibaldi's veldtocht  in Sicilië (de 1089 roodhemden, de strijd voor de onafhankelijkheid en de eenheid van Italië) als geneeskundig officier.
In 1863 werd hij medewerker en in 1879 onderdirecteur van het Koninklijk Natuurhistorisch Museum in Turijn. Hij was daar gespecialiseerd in de vogels van Azië en dan vooral Oost-Indië. In 1877 reisde hij door Europa en onderzocht collecties in de natuurhistorische musea van Londen, Parijs, Leiden en Berlijn. In 1880 werkte hij in Londen aan het Natural History Museum.

## Zijn werk
Salvadori publiceerde 300 vogelkundige artikelen en beschreef 164 vogelsoorten die nu nog als soort worden erkend.
Salvadori's fazant (Lophura inornata) en Salvadori's honingeter zijn naar hem genoemd, evenals Varanus salvadorii (papoeavaraan).
- Bibliothèque nationale de France: cb104842272 (data)
- Gemeinsame Normdatei: 117618233
- International Standard Name Identifier: 0000 0000 6665 9108
- Nationale Bibliotheek van Tsjechië: jo2013764385
- Nederlandse Thesaurus van Auteursnamen: 168381699
- Istituto Centrale per il Catalogo Unico: CFIV167951
- SNAC: w6ks9df7
- Système universitaire de documentation: 135478758
- Virtual International Authority File: 20075254
- WorldCat: E39PBJgMtyMY8PKX98w4vvfg8C